# Балка Широка (притока Кам'янки, с. Широке)
Балка Широка  — балка (річка) в Україні у Старобешівському районі Донецької області. Права притока річки Кам'янки (басейн Азовського моря).

## Опис
Довжина балки приблизно 7,10 км, найкоротша відстань між витоком і гирлом — 6,74  км, коефіцієнт звивистості річки — 1,05 . Формується багатьма балками та загатами.

## Розташування
Бере початок на південно-східній стороні від села Василівки. Тече переважно на південний схід через село Широке і на південно-західній околиці села Кам'янки впадає у річку Кам'янку, праву притоку річки Грузький Яланчик.

## Цікаві факти
- У XX столітті на балці існували молочно-тваринна ферма (МТФ) та декілька водосховищ[2].